# Impatiens halongensis
Impatiens halongensis är en balsaminväxtart som beskrevs av R. Kiew och T.H. Nguyen. Impatiens halongensis ingår i släktet balsaminer, och familjen balsaminväxter. Inga underarter finns listade i Catalogue of Life.